# Pedicularis polygaloides
Pedicularis polygaloides är en snyltrotsväxtart som beskrevs av Joseph Dalton Hooker. Pedicularis polygaloides ingår i släktet spiror, och familjen snyltrotsväxter. Inga underarter finns listade i Catalogue of Life.